# Harry Glancy
Harry Glancy (Estados Unidos, 17 de septiembre de 1904-22 de septiembre de 2002) fue un nadador estadounidense especializado en pruebas de estilo libre, donde consiguió ser subcampeón olímpico en 1924 en los 4x200 metros.

## Carrera deportiva
En los Juegos Olímpicos de París 1924 ganó la medalla de oro en los relevos de 4x200 metros estilo libre, con un tiempo 9:53.4 segundos), por delante de Reino Unido (plata) y de Suecia (bronce); sus compañeros de equipo fueron los nadadores: Ralph Breyer, Dick Howell, Wally O'Connor y Johnny Weissmuller.